# ۵۰ واژه برای برف
«۵۰ واژه برای برف» (به انگلیسی: 50 Words for Snow) آلبومی از هنرمند اهل بریتانیا کیت بوش است که در سال ۲۰۱۱ میلادی منتشر شد.